# Sabina Slonková
Sabina Slonková (* 27. června 1973 Praha) je česká novinářka, držitelka ocenění za dlouholeté systematické působení v oblasti investigativní žurnalistiky. Je šéfredaktorkou a vydavatelkou nezávislého investigativního webu Neovlivní.cz a tištěného magazínu Neovlivní.cz.

## Novinářská kariéra

### 1991 až 2018
Od roku 1991 pracovala dvanáct let v deníku MF Dnes. Začínala v domácí rubrice, časem se její specializací stala bezpečnostní problematika a politické kauzy. V roce 2000 byla obviněna v kauze Olovo kvůli tomu, že odmítla policii sdělit, od koho se spolu s kolegou Jiřím Kubíkem dozvěděla o pamfletu proti političce ČSSD Petře Buzkové. Hanopis vznikl v týmu poradců premiéra Miloše Zemana. Prezident Václav Havel udělil Slonkové milost, stíhání pak definitivně zastavil žalobce jako neodůvodněné.
V roce 2002 vyšetřovala policie objednání vraždy Slonkové, kterou podle rozsudku soudu měl provést recidivista a toxikoman Karel Rziepel na objednávku pracovníka ministerstva zahraničí Karla Srby. Novinářka o Srbovi napsala řadu článků, kde mimo jiné upozorňovala na jeho majetkové poměry a ovlivňování zakázek na ministerstvu. Soud pak poslal Srbu na dvanáct let do vězení.
Od roku 2003 byla členkou redakce deníku Hospodářské noviny. V roce 2005 se stala součástí týmu, který založil první čistě on-line zpravodajský portál Aktuálně.cz, v němž působila jako šéfreportérka.
Ve svých reportážích se zaměřuje na témata korupce, klientelismu, financování politických stran atd.
V únoru 2009 jí soud uložil pokutu 20 000 korun za „ochranu svého zdroje“ v kauze tajné schůzky z ledna 2008 mezi kancléřem prezidenta Jiřím Weiglem a někdejším Zemanovým poradcem Miroslavem Šloufem v hotelu Savoy ohledně volby prezidenta.
Dne 1. ledna 2014 se stala po Robertu Čásenském šéfredaktorkou deníku MF Dnes poté, co celé vydavatelství MAFRA koupil politik a podnikatel Andrej Babiš. V této pozici však působila pouze půl roku, do 1. července 2014, kdy dala výpověď. Svůj odchod později zdůvodnila tím, že nelze vést nezávislé noviny, pokud je vlastní politik.
Po odchodu z MF Dnes se Slonková stala šéfredaktorkou a vydavatelkou investigativního webu Neovlivní.cz a tištěného magazínu Neovlivní.cz.

### Televize Seznam
Od roku 2018 je také spolu s Jiřím Kubíkem na televizi Seznam reportérkou investigativního pořadu Zvláštní vyšetřování. Mediální a politickou pozornost získala zejména reportáž odvysílaná 12. a 13. listopadu 2018. Slonková v témže roce vypátrala Andreje Babiše mladšího ve švýcarské Ženevě. Reportéři se za ním následně vypravili a premiérův syn vypověděl na kameru ukrytou v brýlích jednoho z reportérů a za přítomnosti jeho matky Beatrice Babišové, že podepsal listiny týkající se objektu Čapí hnízdo, aniž věděl, co na nich stálo. V rámci této kauzy také prohlásil, že byl „zavlečen na Krym“ Rusem Petrem Protopopovem, spolupracovníkem jeho otce a manželem jeho ošetřující lékařky Dity Protopopové, aby nemohl vypovídat. Cestu nazval „únosem“. Sněmovní opozice v reakci na toto zjištění iniciovala hlasování o vyslovení nedůvěry Babišově vládě a Senát přijal usnesení požadující rezignaci předsedy vlády.
Andrej Babiš starší 22. listopadu pro Blesk uvedl, že kvůli údajnému porušení švýcarských zákonů při rozhovoru Slonkové a Kubíka v Ženevě podal advokát matky a syna Babišových u hlavního švýcarského prokurátora trestní oznámení na oba novináře.
Reportéři si ještě před zveřejněním reportáže nechali zpracovat právní analýzu u renomované kanceláře, která jednoznačně konstatovala, že jejich postup byl zcela v souladu se zákony. V lednu 2024 ženevský odvolací soud pravomocně rozhodl, že se reportéři nedopustili ničeho nezákonného a dal jim za pravdu i ve zpracování reportáže. Už před tím Slonková a Kubík vyhráli u policejního soudu, jejich práci posvětila i ženevská prokuratura.
V lednu 2025 opět získala policejní ochranu poté, co k jejímu domu za tmy pronikl odsouzený recidivista a následně jí začaly chodit výhružné maily. Kdosi se navíc pokusil lokalizovat jedno z jejích dětí prostřednictvím mobilní aplikace.

## Ocenění
Získala Cenu Ferdinanda Peroutky, Cenu 1. června za přínos demokracii a stala se také držitelkou několika Novinářských cen OSF.
V roce 2005 obdržela Cenu Karla Havlíčka Borovského.

## Knihy
- SLONKOVÁ, Sabina; KUBÍK, Jiří. Tíha olova : a co jsme do novin nepsali. Praha : Pragma, 2001. ISBN 80-7205-852-5. 291 s.
- SLONKOVÁ Sabina, Spis Rath, Edice Insider, 2012, ISBN 978-80-260-2778-2